# 亚斯博尔多加佐
亚斯博尔多加佐，是匈牙利亚斯-瑙吉孔-索尔诺克州所辖的一个村，总面积55.31平方公里，总人口1649，人口密度29.8人/平方公里（2010年1月1日）。